# Benoît Okolo Okonda
Pour l’article homonyme, voir Okolo (homonymie).
 (décembre 2008).
Benoît Okolo Okonda, né le 2 juin 1947 à Lodja (République démocratique du Congo, est un enseignant et philosophe congolais.

## Biographie
Après les études de philosophie, de théologie et de langues et littératures africaines, il est docteur en philosophie de l'université de Lubumbashi et actuellement professeur de philosophie à l'Université Catholique du Congo, à l’université de Kinshasa et à l'Université Saint-Augustin de Kinshasa. 
Après son doctorat en philosophie, il se rend à l'université de Heidelberg (Allemagne) pour approfondir ses recherches en philosophie, où il rencontre Hans-Georg Gadamer. Okolo est surtout reconnu comme un important théoricien de l'herméneutique et de la tradition africaine.

## Pensée
Ses premières recherches s’étaient efforcées de comprendre la philosophie herméneutique telle qu’elle était pratiquée chez Martin Heidegger, Hans-Georg Gadamer et Paul Ricœur. L’interprétation, en théorie comme en pratique, lui a paru fortement liée avec l’idée de la tradition. La tradition, cet espace de transmission, n’est pas seulement le lieu où se déploie l’interprétation, mais c’est aussi et surtout le sujet et l’objet de l’interprétation. Moi qui lis et le texte que je lis, non seulement nous appartenons à la tradition, mais, nous constituons et continuons cette même tradition.
La tradition n’est ni derrière le texte ni derrière moi, elle est en moi et dans le texte. La tradition est ce qui détermine la question et la réponse dans le cadre de l’interprétation. Il en découle aussi que l’idée de tradition et celle de destin ne se séparent pas l’une de l’autre. Le destin, compris comme tension entre le passé et le futur, le donné et la tâche, le déjà-là et le pas-encore, demeure l’horizon de toute interprétation de la tradition et dessine les contours d’une vision du monde, en tant que celle-ci est la condition de possibilité de toute lecture du passé et de toute construction d’un monde nouveau.
Ce problème précis de la lecture du passé en rapport avec la construction du monde, dans le cadre de l’Afrique, constitue l’objet de son livre intitulé Pour une philosophie de la culture et du développement. Il y a tenté de mettre ensemble deux thèses opposées qui divisent la philosophie africaine contemporaine.
D’un côté nous avons une philosophie de la culture comme herméneutique des symboles de la tradition. Cette philosophie voudrait permettre à l’Africain d’enraciner sa vie actuelle dans le socle et le terroir de son identité. De l’autre côté, une philosophie de la praxis, rationaliste et rationalisante, se présente comme la voie de possibilité obligée pour les Africains qui veulent prendre part à la vie moderne. 
Il semble à Okolo qu’une authentique philosophie de la culture va de pair avec une philosophie effective de la praxis révolutionnaire. Sans praxis révolutionnaire, la philosophie de la culture paraît pur subjectivisme et inutile ; sans identité culturelle, l’action révolutionnaire est sans efficience ni direction.
L’action révolutionnaire aujourd’hui en Afrique ne se définit pas en termes de lutte de classes ou de guerre civile, mais en termes de combat contre le sous-développement.

## Œuvres
- Tradition et Destin. Essai sur la philosophie herméneutique de Paul Ricœur, Martin Heidegger et Hans-Georg Gadamer, Lubumbashi, 1979
- Pour une philosophie de la culture et du développement. Recherches d'herméneutique et de praxis africaines, Kinshasa, Presses universitaires du Zaïre, 1986
- Hegel et l'Afrique. Thèses, critiques et dépassements. Préface de Bernard Stevens, Paris-Argenteuil, Le Cercle Herméneutique Editeur, 2010, 128 p.